# Nivaaq
Nivaaq [niˈvɑːq] (nach alter Rechtschreibung Nivâĸ) ist eine wüst gefallene grönländische Siedlung im Distrikt Aasiaat in der Kommune Qeqertalik.

## Lage
Nivaaq liegt an der Südküste einer Insel, die kaum mit dem Osten der Insel Saqqarliit verbunden ist. Vor dem Ort verläuft eine gerade mal knapp 50 m breite Meerenge, die Nivaaq von der Insel Ikamiut mit dem 23 km östlich von Nivaaq liegenden gleichnamigen Ort an deren östlichem Ende trennt. 21 km nordwestlich liegt Aasiaat, 14 km nördlich Akunnaaq.

## Geschichte
Es ist unbekannt, ob in Nivaaq schon vor der Kolonialzeit Menschen wohnten. 1791 ließ Marcus Nissen Myhlenphort hier ein großes Haus bauen, wo er einige Menschen im Herbst und Winter wohnen ließ, um Garnfang zu betreiben. Anfangs wurde der Fang nach Aasiaat gebracht, aber 1798 baute man ein Speckhaus aus Treibholz und Torfmauern. Die Pockenepidemie von 1800 ließ den Ort aussterben. 1803 wurde der Garnfang wieder aufgenommen und 1808 lebten zwölf Grönländer und ein dänischer Zimmermann in Nivaaq. Kurz darauf wurde der Ort erneut aufgegeben. 1821 lebten wieder acht Menschen in Nivaaq und 1831 dreizehn. 1847 wurde Nivaaq zum Udsted gemacht, zu dem der Wohnplatz Itillermiut gehörte. Es wurden ein Wohnhaus und ein Laden- und Lagergebäude errichtet. Zu diesem Zeitpunkt lebten 40 Menschen in Nivaaq. 1903 verlor Nivaaq seinen Status an Akunnaaq und wurde zum Wohnplatz herabgestuft.
1915 lebten 30 Menschen in Nivaaq. Es gab acht Jäger, zwei Fischer und einen Katecheten. 1930 hatte Nivaaq schon 80 Einwohner. 1939 wurde ein Depotladen an dem Wohnplatz errichtet. 1950 lebten bereits 137 Menschen im Ort. 1954 erhielt Nivaaq eine neue Schulkapelle. Bis 1952 waren 409 m² Fischhäuser gebaut worden, die mittlerweile von 28 Fischern genutzt wurden. 1960 hatte Nivaaq noch 97 Einwohner und 1963 wurde der Wohnplatz aufgegeben.
Nivaaq war Teil der Gemeinde Akunnaaq. Ab 1950 gehörte Nivaaq zur Gemeinde Aasiaat.

## Sport
Der Fußballverein Uiloĸ Nivaaq nahm 1959/60 an der Grönländischen Fußballmeisterschaft teil, verlor aber sein einziges Spiel mit 0:17.

## Söhne und Töchter
- Valdemar Sørensen (1886–?), Landesrat